# دهستان واسالما
دهستان واسالما (به لاتین: Vasalemma Parish) یک دهستان در استونی است که در شهرستان هاریو واقع شده‌است.

## خصوصیات
دهستان واسالما ۳۸٫۶۶ کیلومترمربع مساحت و ۴٬۹۹۱ نفر جمعیت دارد.

## نگارخانه

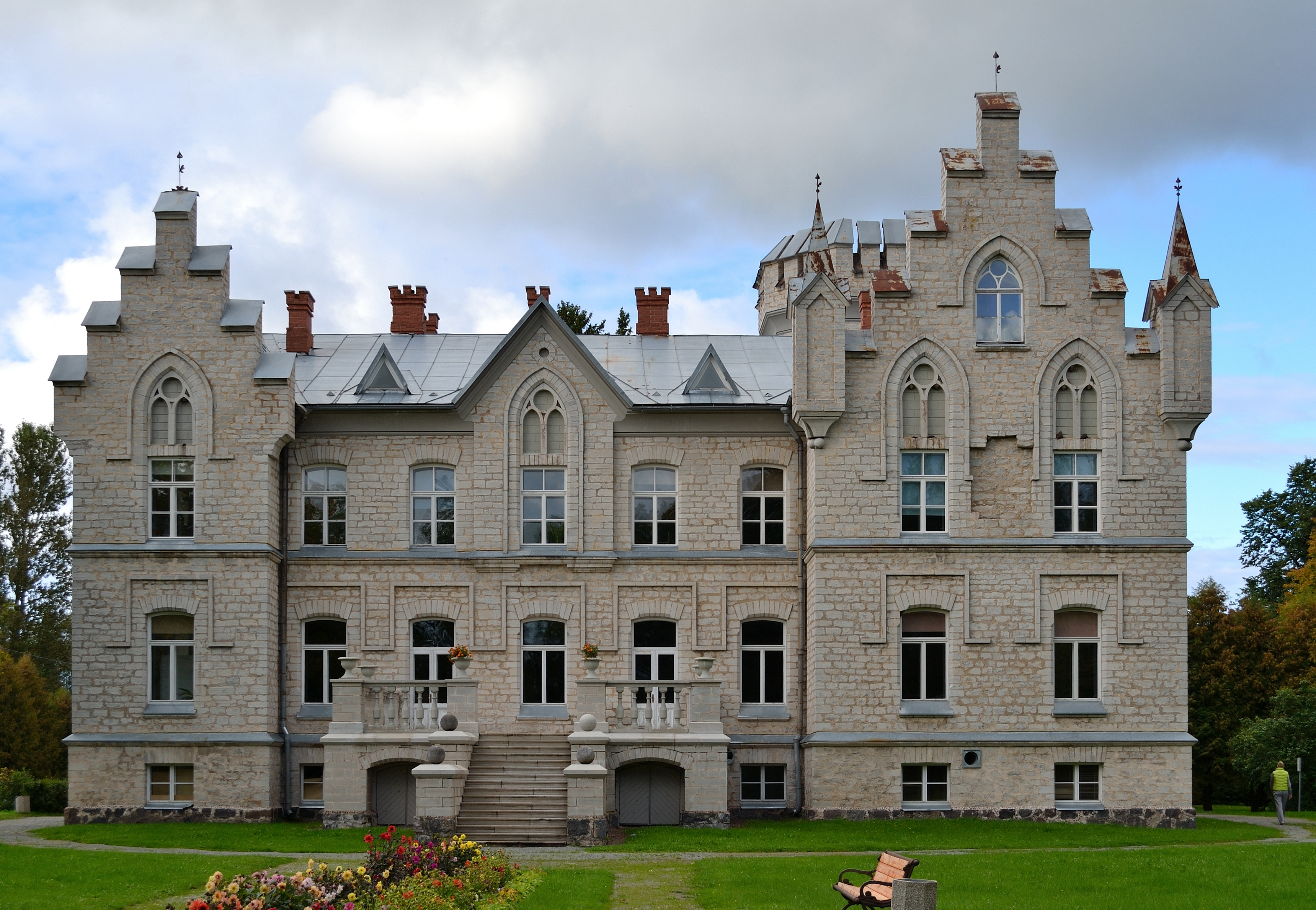
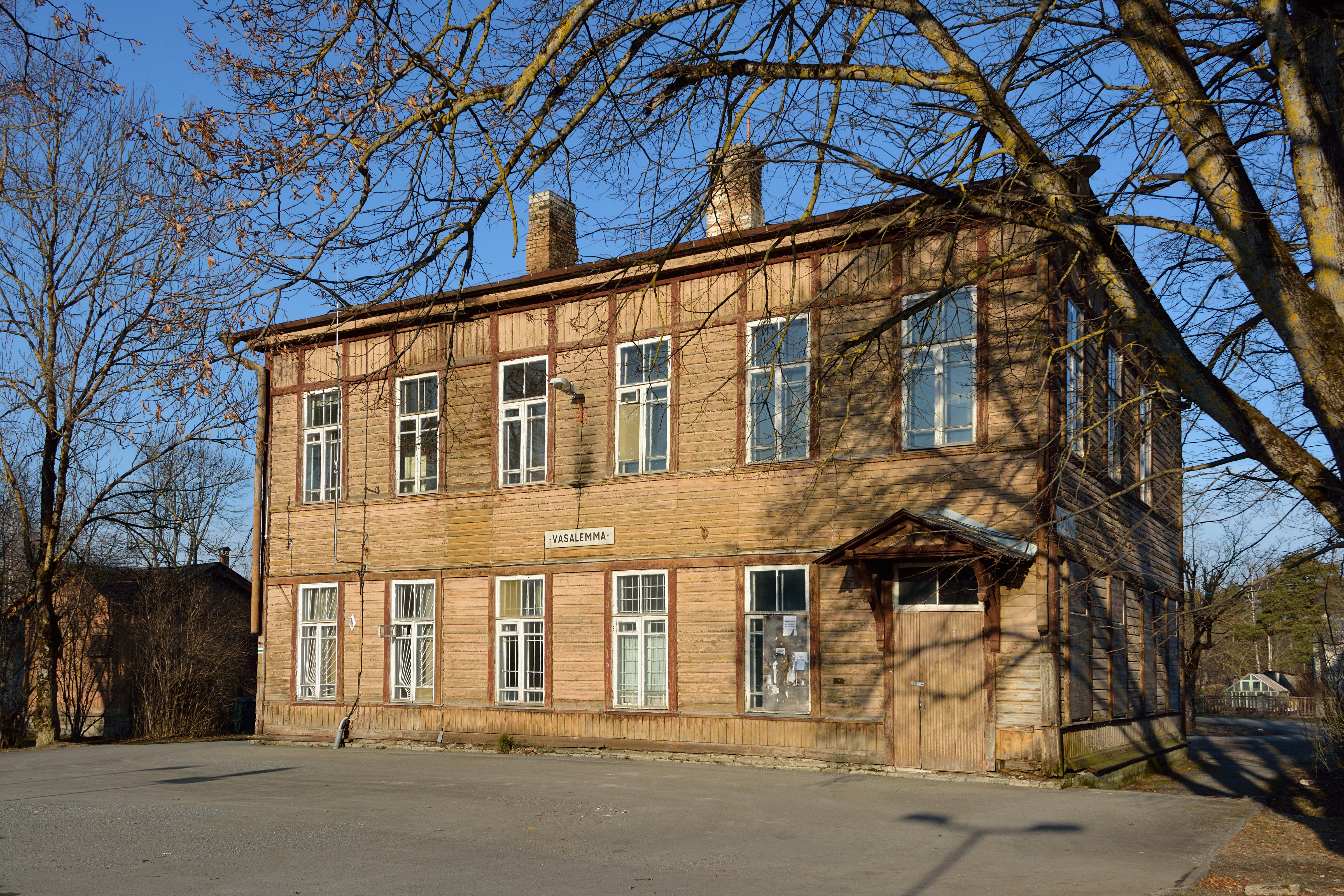
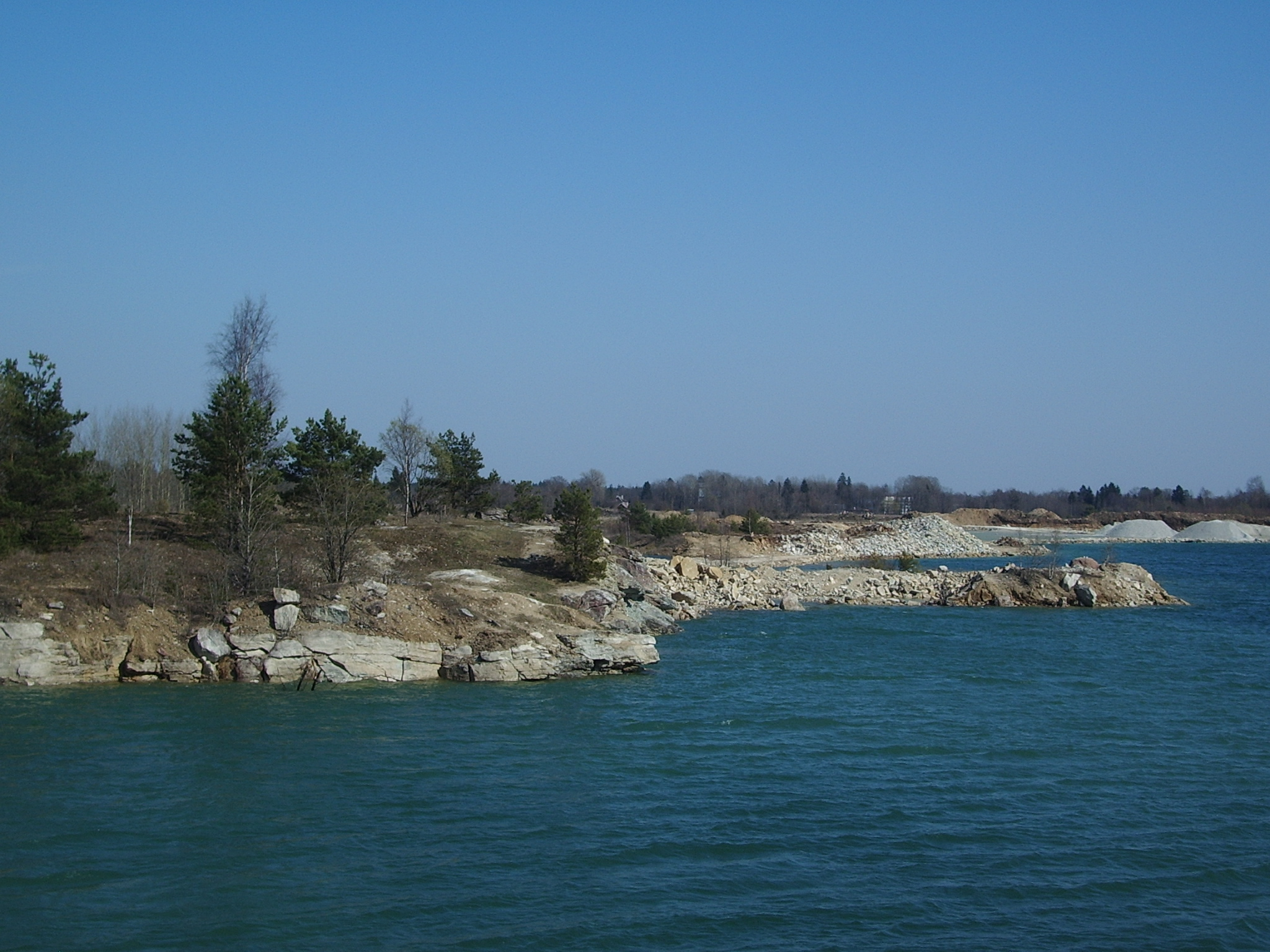
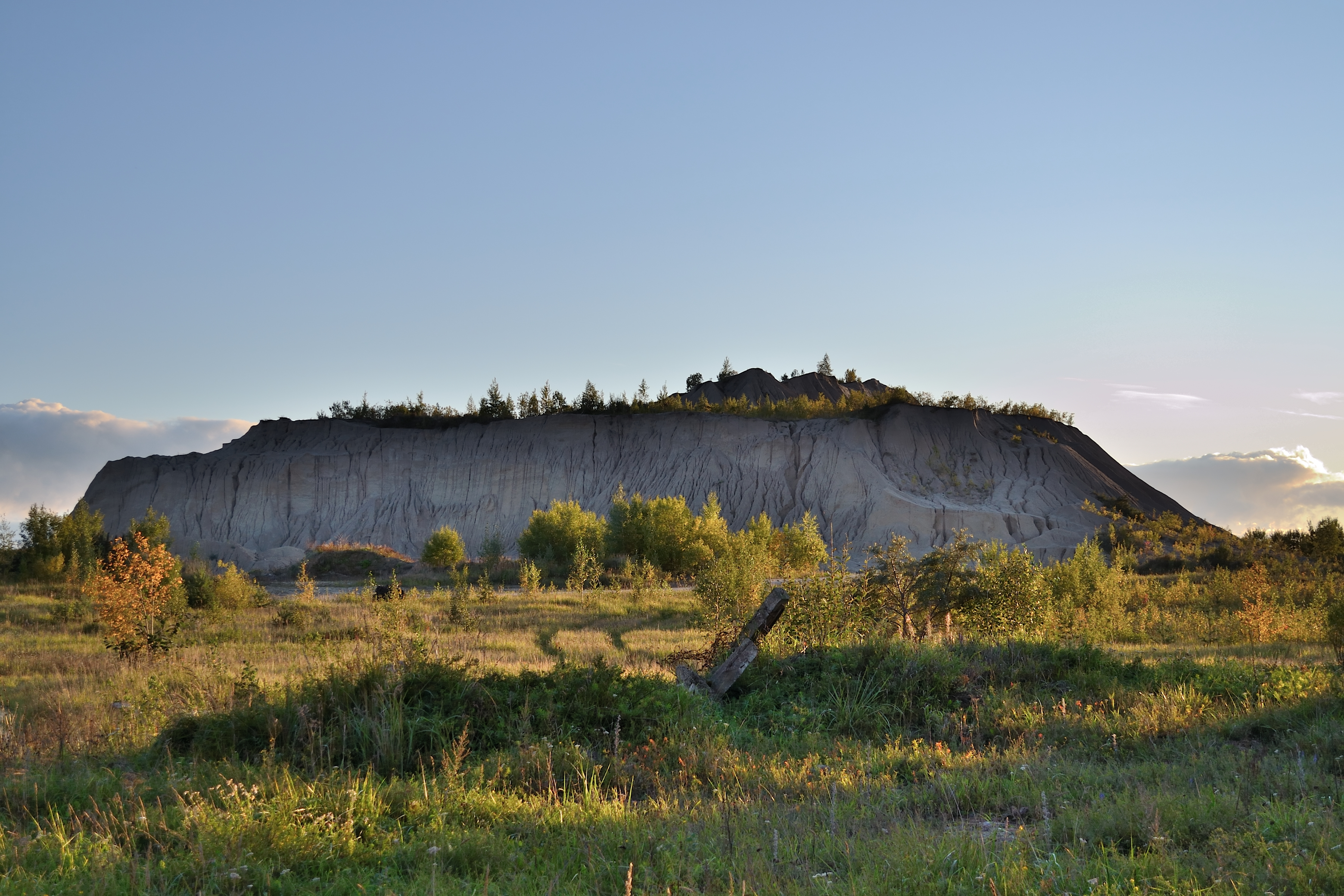